# Cité Pigalle
La cité Pigalle est une voie du 9e arrondissement de Paris, en France.

## Situation et accès
La cité Pigalle est une voie située dans le 9e arrondissement de Paris. Elle débute au 41, rue Jean-Baptiste-Pigalle et se termine en impasse.

## Origine du nom
Elle porte le nom du sculpteur Jean-Baptiste Pigalle (1714-1785), en raison de sa proximité avec la place éponyme.

## Historique
La voie est ouverte à la circulation publique par arrêté du 23 juin 1959. Et fermée par portail et digicode depuis quelque temps.

## Bâtiments remarquables et lieux de mémoire
- No 4 : ancienne maison de passe.
- No 5 : emplacement de l'atelier du peintre Gustave Guillaumet (1840-1887)[1] puis de Franc-Lamy[2].
- No 43 : le peintre Van Gogh vécut ses derniers jours dans cet immeuble au quatrième étage chez son frère Théo avant son suicide à Auvers-sur-Oise le 27 mai 1890[3].